# Pinos del Valle
Pinos del Valle es una localidad española perteneciente al municipio de El Pinar, en la provincia de Granada, comunidad autónoma de Andalucía. Está situada en la parte suroriental de la comarca del Valle de Lecrín. Cerca de esta localidad se encuentran los núcleos de Peloteos, Restábal, Saleres, Melegís, Béznar e Ízbor.

## Toponimia

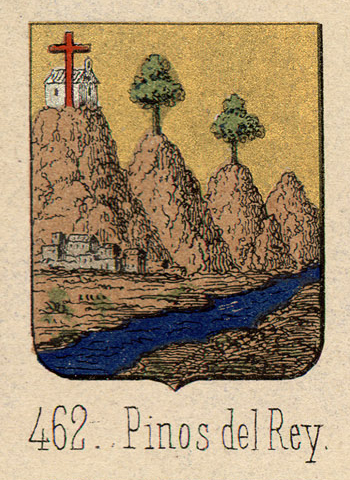
Escudo del municipio de Pinos del Rey extraído de la obra Trofeo heroico (1860) de Francisco Piferrer

Algunos investigadores sugieren el término Alauxa como el nombre originario de esta localidad. Sin embargo, su nombre actual parece provenir del topónimo árabe Bīnūs (بينوش), que en lengua árabe significa lugar donde abundan los pinares, según los habices de las iglesias del Valle de Lecrín de Lorenzo Luis Padilla Mellado.
Existe la creencia generalizada que tras el gran terremoto del 25 de diciembre de 1884, el rey Alfonso XII ordenó reconstruir el pueblo en beneficio de las clases más humildes y que desde entonces se lo empezó a conocer como «Pinos del Rey», pero está comprobado que el uso de este nombre es anterior, como lo atestigua la obra de Francisco Piferrer, Trofeo heroico, de 1860. El nombre «Pinos del Rey» se ostentó también durante la II República, hasta que durante los últimos años del franquismo adquirió de nuevo la denominación actual de «Pinos del Valle». Sin embargo, el nombre de la localidad popularmente se suele abreviar con frecuencia como «Pinos».

## Historia

### Historia temprana
La historia de Pinos del Valle está ligada a la de la comarca del Valle de Lecrín. Se conjetura que durante la prehistoria pudo haber sido un espacio de caza y recolección, ya que en poblaciones de los alrededores como Padul y Dúrcal se han realizado numerosos hallazgos prehistóricos, muchos de ellos descubiertos durante las obras de la autovía A-44, aunque no constituyen material suficiente para que también atestigüen ser referidos a esta localidad.
Durante el periodo de dominación romana pasó a formar parte de la provincia de la Bética, produciéndose un aumento de la población y una transformación del territorio, con la aparición de las primeras canalizaciones de regadío. No se han hallado documentos físicos que testifiquen la existencia de poblaciones en Pinos del Valle durante el periodo de romanización, pero sí existen yacimientos destacados. Del asentamiento de los romanos, aún se conserva un pequeño acueducto en el paraje de Zazas.
Tras la caída del Imperio romano de Occidente y unos breves periodos de ocupación vándala y visigoda, pasó a formar parte de la provincia bizantina de Spania en los siglos XVI y VII, hasta que nuevamente cayó bajo dominación visigoda durante el reinado de Suintila.

### Periodo de dominio musulmán
La conquista musulmana de la península ibérica fue imparable y fulminante. Durante los ocho siglos de dominio musulmán, la localidad adquirió la configuración urbana y agrícola que ha permanecido sin cambios sustanciales hasta la actualidad. Se introdujeron y desarrollaron nuevos cultivos, así como una extensa red de regadío de la que aún quedan vestigios. En el siglo XV creció su población con los musulmanes que llegaban huyendo de los territorios ocupados por la Corona de Castilla y otros reinos cristianos durante la Reconquista.
Durante la Guerra de Granada, todo el Valle de Lecrín, incluyendo Pinos, fue sometido a la destrucción de sus cultivos y a la represión y captura de sus habitantes. Las tropas castellanas que rodeaban Granada realizaron varias incursiones y saqueos en el valle, resultando la de abril de 1491 la más sangrienta y devastadora. Tras la rendición de Granada en 1492 y la culminación de la reconquista por los Reyes Católicos, las costumbres y religión de los moriscos fueron inicialmente respetadas. Sin embargo, la llegada del cardenal Cisneros en 1499 impuso de forma implacable la conversión de los moriscos al cristianismo. La Pragmática Sanción antimorisca de Felipe II en 1567, que prohibía la religión islámica y las costumbres, lengua y vestimentas de los moriscos dio lugar a la rebelión de las Alpujarras. Al año siguiente, el noble Fernando de Válor fue proclamado en Béznar rey de los moriscos con el nombre musulmán de Abén Humeya. Los moriscos de Pinos del Valle colaboraron en la sublevación, e incluso marcharon hacia al barranco de Tablate para hostigar y obstaculizar el avance de las tropas castellanas hacia la Alpujarra. Finalmente, don Juan de Austria, Capitán General de las fuerzas castellanas, logró sofocar la revuelta en la región en 1571 y los moriscos que la secundaron fueron castigados. La población morisca originaria de Pinos del Valle quedó bastante reducida, lo que trajo consigo la decadencia de la agricultura y de la cría del gusano de seda, que había sido muy floreciente hasta entonces. Tras la huida prácticamente total de los moriscos hacia Andalucía y Castilla, comenzó una época de declive.

### Periodo contemporáneo

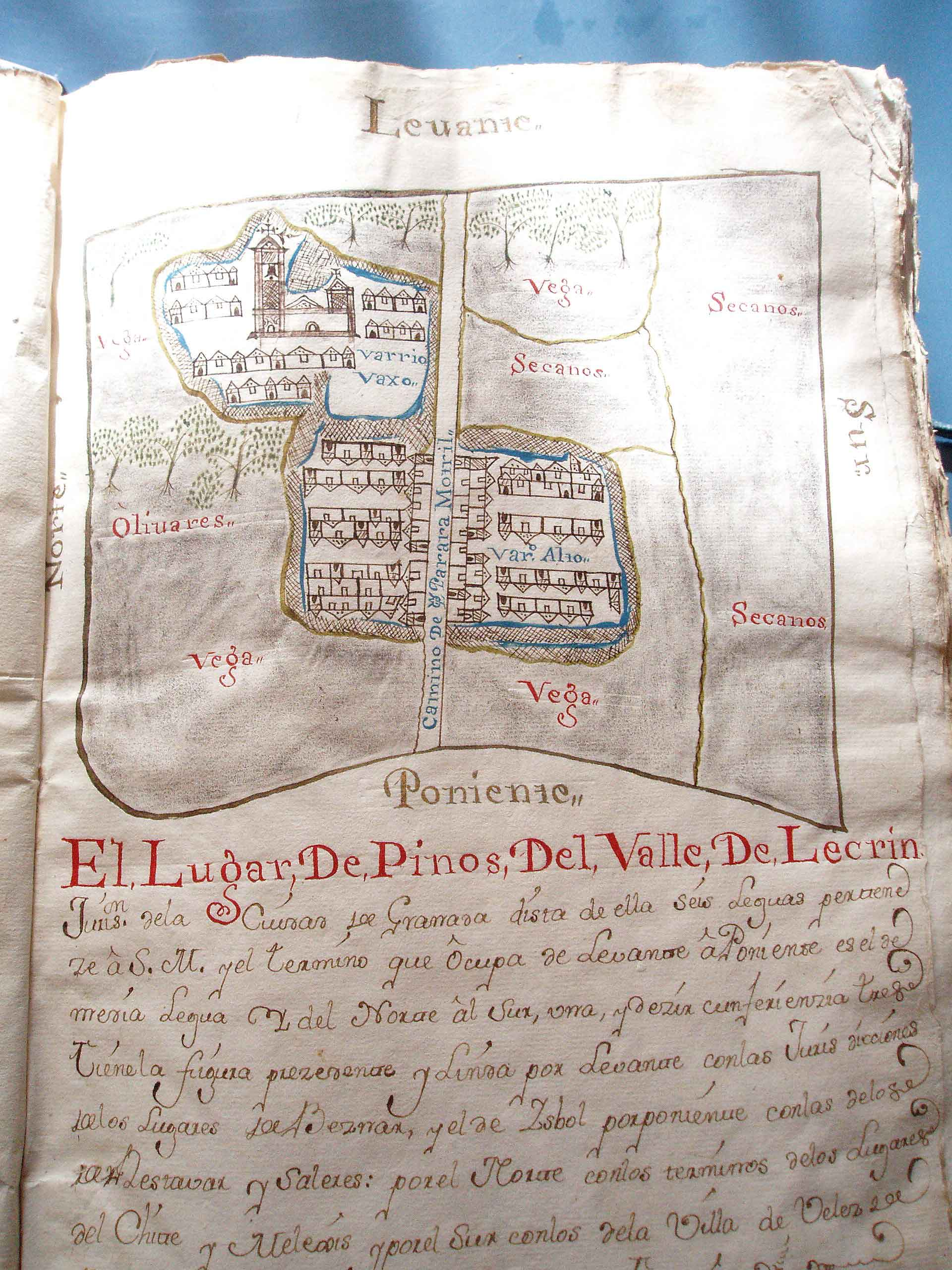
Plano de Pinos del Valle del marqués de la Ensenada (1750)

Los efectos de la repoblación con cristianos provenientes mayoritariamente de Jaén, Córdoba, Galicia y la meseta Norte no fueron positivos sobre la agricultura, ya que se produjo una desintensificación, además de un retroceso respecto a las técnicas agrícolas preexistentes, puesto que los repobladores no conocían las necesidades de muchos de los cultivos que practicaban los moriscos. Los molinos que abundaban se destinaban a la producción de aceite y fueron sustituidos por más molinos de harina. Progresivamente se fue introduciendo la vid, aunque la plaga de filoxera del siglo XIX destruyó prácticamente todos los viñedos. El cultivo de cítricos que existe actualmente se introdujo en el siglo XX, tras el fracaso de los viñedos. Comenzó su implantación en Béznar y fue extendiéndose gradualmente por todo el Valle de Lecrín. Actualmente son el principal aprovechamiento agrícola del Valle y una de las principales características que definen su paisaje.
El 25 de diciembre de 1884, durante el reinado de Alfonso XII, un terremoto con magnitud de entre 6,2 y 6,5 en la escala de Richter y epicentro en las Albuñuelas causó importantes destrozos en Pinos del Valle. Las primeras ayudas que se recibieron fueron cargamentos de víveres y de mantas. Además, desde el consejo de ministros se acordó realizar actos recaudación caritativa para reparar los daños causados por el sismo y prestar asistencia y protección a los damnificados, en los que estuvieron presentes los reyes Alfonso XII y María Cristina y las infantas Isabel y Eulalia.
Pinos del Valle fue un municipio independiente hasta 1976, cuando se fusionó junto con Ízbor en un solo municipio llamado El Pinar. Desde entonces ostenta la capitalidad municipal y es la sede del ayuntamiento pinero.

## Geografía

### Localización

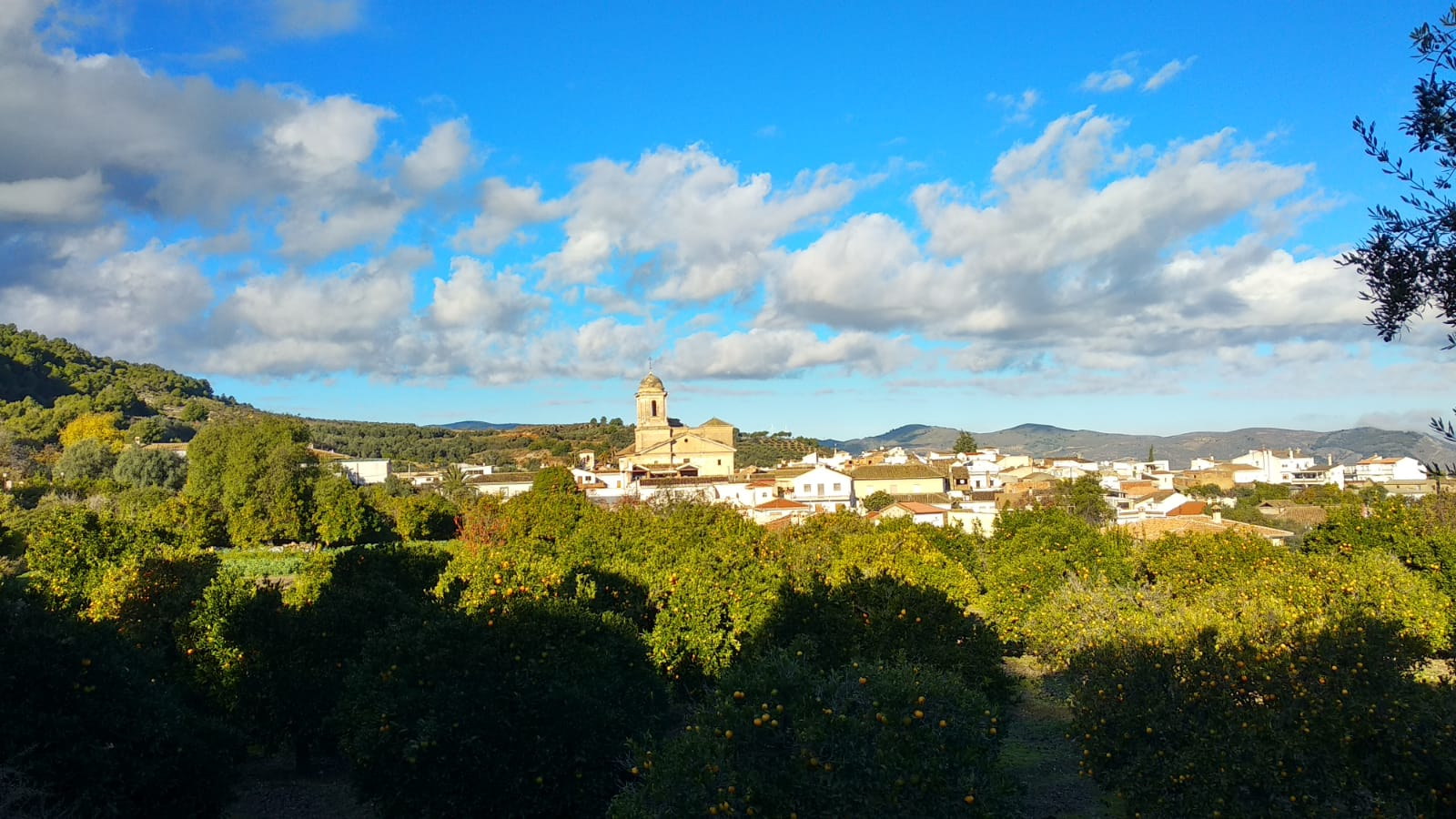
El barrio alto de Pinos del Valle, con la iglesia de San Sebastián al fondo

Situada en la ladera septentrional del cerro Chinchirina, en cuya cima se erige la ermita del Santo Cristo del Zapato, la localidad de Pinos del Valle se compone de tres barrios diferenciados: el Alto, el Bajo y las Eras.
En el barrio alto se encuentra la iglesia de San Sebastián, el complejo polideportivo y la Cooperativa S.C.A. San Roque. El barrio bajo fue donde se formó la primera población, y en él se sitúa la iglesia parroquial de la Inmaculada Concepción y el cementerio. Pinos del Valle es el único pueblo de menos de 1000 habitantes de la comarca del Valle de Lecrín que cuenta con dos iglesias.
A la entrada del pueblo por la carretera de la presa de Béznar desde el acceso norte, se halla la barriada de las Eras, compuesta principalmente por viviendas residenciales de construcción más reciente. Próximas a ellas se encuentra el Ayuntamiento, sede del municipio de El Pinar, el cuartel de la Guardia Civil, el colegio público rural El Pinar y un parque infantil. Frente a las Eras, hacia el norte, se encuentra el mirador de Alauxa, que ofrece de amplias vistas sobre la comarca del Valle de Lecrín.

### Localidades próximas
Cerca de esta localidad se encuentran los núcleos de Béznar, Peloteos, Restábal, Saleres, Melegís, Chite, Talará, Ízbor, Acebuches, Lanjarón y Los Guájares.
| Noroeste: Melegís         | Norte: Chite y Talará                | Nordeste: Béznar y Peloteos |
| Oeste: Restábal y Saleres |                                      | Este: Lanjarón              |
| Suroeste: Guájar Alto     | Sur: Guájar-Faragüit y Guájar Fondón | Sureste: Ízbor y Acebuches  |

### Acceso por carretera
La localidad de Pinos del Valle goza de una posición estratégica, situada a medio camino entre la capital granadina y la Costa, con acceso directo a la autovía A-44 (Bailén-La Gorgoracha) desde la salida número 164. Se encuentra a 41 km de Granada, a 34 km de Motril, a 22 km de Órgiva y a 14 km de Dúrcal.
También cabe destacar la carretera provincial GR-3204, entre Lecrín y La Bernardilla.

### Clima
El clima de Pinos del Valle está situado entre el mediterráneo continentalizado de Granada y el subtropical de Motril. El verano no suele ser muy caluroso, pues las temperaturas máximas no suelen sobrepasar los 35 °C. El invierno tampoco suele ser muy frío, y en muy raras ocasiones las temperaturas mínimas bajan de los 0 °C, pudiendo en algunas ocasiones las temperaturas máximas sobrepasar los 20 °C. Las lluvias son realmente escasas en verano; se concentran en invierno y primavera, y en general son de poca entidad durante el resto del año. El mes más húmedo es diciembre, con 59 mm de precipitación en promedio, y el más seco es julio, con 4 mm de precipitación. La diferencia en la precipitación entre el mes más seco y el mes más lluvioso es de 55 mm. Las temperaturas medias varían durante el año en 17.0 °C.
| Parámetros climáticos promedio de Pinos del Valle (El Pinar) (705 m s. n. m.) (Periodo de referencia: 1982-2012) | Parámetros climáticos promedio de Pinos del Valle (El Pinar) (705 m s. n. m.) (Periodo de referencia: 1982-2012) | Parámetros climáticos promedio de Pinos del Valle (El Pinar) (705 m s. n. m.) (Periodo de referencia: 1982-2012) | Parámetros climáticos promedio de Pinos del Valle (El Pinar) (705 m s. n. m.) (Periodo de referencia: 1982-2012) | Parámetros climáticos promedio de Pinos del Valle (El Pinar) (705 m s. n. m.) (Periodo de referencia: 1982-2012) | Parámetros climáticos promedio de Pinos del Valle (El Pinar) (705 m s. n. m.) (Periodo de referencia: 1982-2012) | Parámetros climáticos promedio de Pinos del Valle (El Pinar) (705 m s. n. m.) (Periodo de referencia: 1982-2012) | Parámetros climáticos promedio de Pinos del Valle (El Pinar) (705 m s. n. m.) (Periodo de referencia: 1982-2012) | Parámetros climáticos promedio de Pinos del Valle (El Pinar) (705 m s. n. m.) (Periodo de referencia: 1982-2012) | Parámetros climáticos promedio de Pinos del Valle (El Pinar) (705 m s. n. m.) (Periodo de referencia: 1982-2012) | Parámetros climáticos promedio de Pinos del Valle (El Pinar) (705 m s. n. m.) (Periodo de referencia: 1982-2012) | Parámetros climáticos promedio de Pinos del Valle (El Pinar) (705 m s. n. m.) (Periodo de referencia: 1982-2012) | Parámetros climáticos promedio de Pinos del Valle (El Pinar) (705 m s. n. m.) (Periodo de referencia: 1982-2012) | Parámetros climáticos promedio de Pinos del Valle (El Pinar) (705 m s. n. m.) (Periodo de referencia: 1982-2012) |
| Mes | Ene. | Feb. | Mar. | Abr. | May. | Jun. | Jul. | Ago. | Sep. | Oct. | Nov. | Dic. | Anual |
| --- | --- | --- | --- | --- | --- | --- | --- | --- | --- | --- | --- | --- | --- |
| Temp. máx. media (°C)                                                                                            | 12.3 | 14.0 | 16.2 | 18.5 | 21.9 | 28.0 | 32.1 | 31.7 | 27.4 | 21.7 | 16.4 | 12.6 | 21.0 |
| Temp. media (°C)                                                                                                 | 7.6 | 8.9 | 11.1 | 13.1 | 16.2 | 21.3 | 24.6 | 24.6 | 21.0 | 16.2 | 11.5 | 8.4 | 15.4 |
| Temp. mín. media (°C)                                                                                            | 2.9 | 3.8 | 6.1 | 7.8 | 10.6 | 14.6 | 17.2 | 17.5 | 14.7 | 10.8 | 6.7 | 4.2 | 8.3 |
| Precipitación total (mm)                                                                                         | 55 | 46 | 48 | 49 | 34 | 10 | 4 | 6 | 18 | 42 | 54 | 59 | 425 |
| Fuente: climatedata.org                                                                                          | | | | | | | | | | | | | |

## Demografía
| Gráfica de evolución demográfica de Pinos del Valle entre 1842 y 1970 |
| |
| Población de derecho según los censos de población del INE Población de hecho según los censos de población del INEEn 1976 este municipio desaparece porque se agrupa en el municipio El Pinar |

## Economía
Aunque la economía de la localidad tiende a la diversificación, las actividades agrarias aún ocupan un puesto muy relevante, contribuyendo a la pluralidad de paisajes. No obstante, existe cierta predisposición hacia el aumento del turismo rural y ecológico, a la que se ha respondido recientemente con una creciente oferta de alojamientos, albergues y casas rurales. 

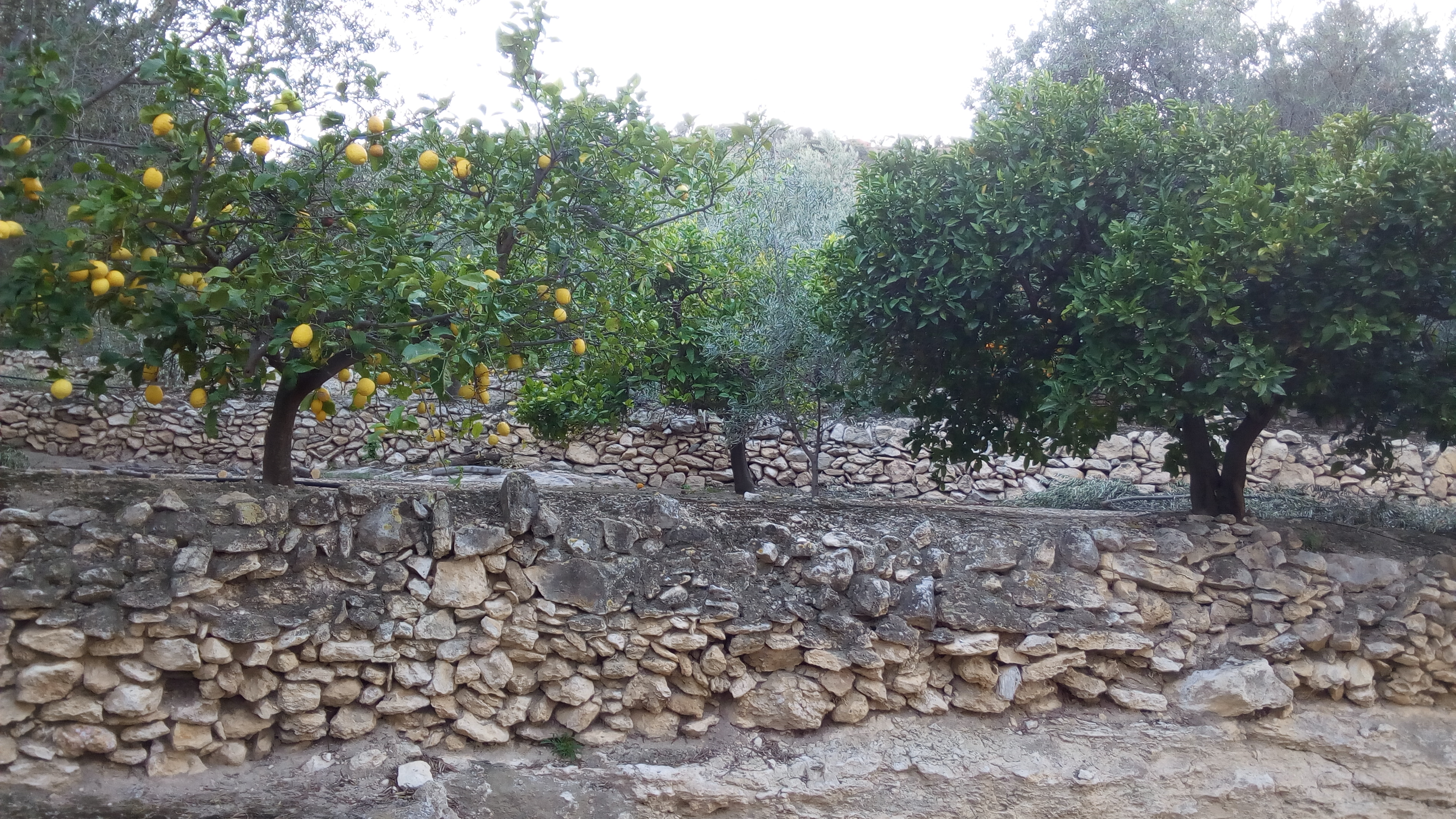
Bancales de cultivos en los alrededores de Pinos del Valle

Las zonas bajas de clima más cálido han sido ocupadas por árboles frutales, fundamentalmente cítricos, que desde Béznar se extendieron por toda la comarca del Valle de Lecrín. Se cultivan asociados con los olivos, frecuentemente centenarios, que con su mayor envergadura los protegen del frío viento invernal y los resguardan de las heladas. Debido a los abruptos desvineles del terreno, desde hace siglos se ha desarrollado un complejo entramado de construcciones aterrazadas escalonadas que localmente se conocen como bancales y constituyen un elemento característico del paisaje. Los bancales están formados por muros de contención realizados con piedras sin labrar y sin mortero de ningún tipo denominados balates, que pueden alcanzar varios metros de altura.
Antiguamente existían en Pinos del Valle dos molinos dedicados a la molienda de la aceituna: uno situado en el barrio Bajo, actualmente cerrado y reformado en sala para la realización de eventos, y otro ubicado en el barrio Alto, junto a la carretera GR-3204, donde se emplaza la Cooperativa S.C.A. San Roque, fundada en 1943, que agrupa a más de 650 agricultores de la zona y comercializa la marca «Orovalle».
Las tierras de secano se han dedicado tradicionalmente al cultivo extensivo de cereales, leguminosas y viñedos, que volvieron a tener cierta importancia después de los graves daños ocasionados por la plaga de filoxera en el siglo XIX. Sin embargo, desde hace décadas se ha extendido el cultivo del almendro en los secanos y laderas de los cerros, ya que se adapta perfectamente a la mayor parte de los suelos, eriales y zonas de matorral.

## Cultura

### Patrimonio

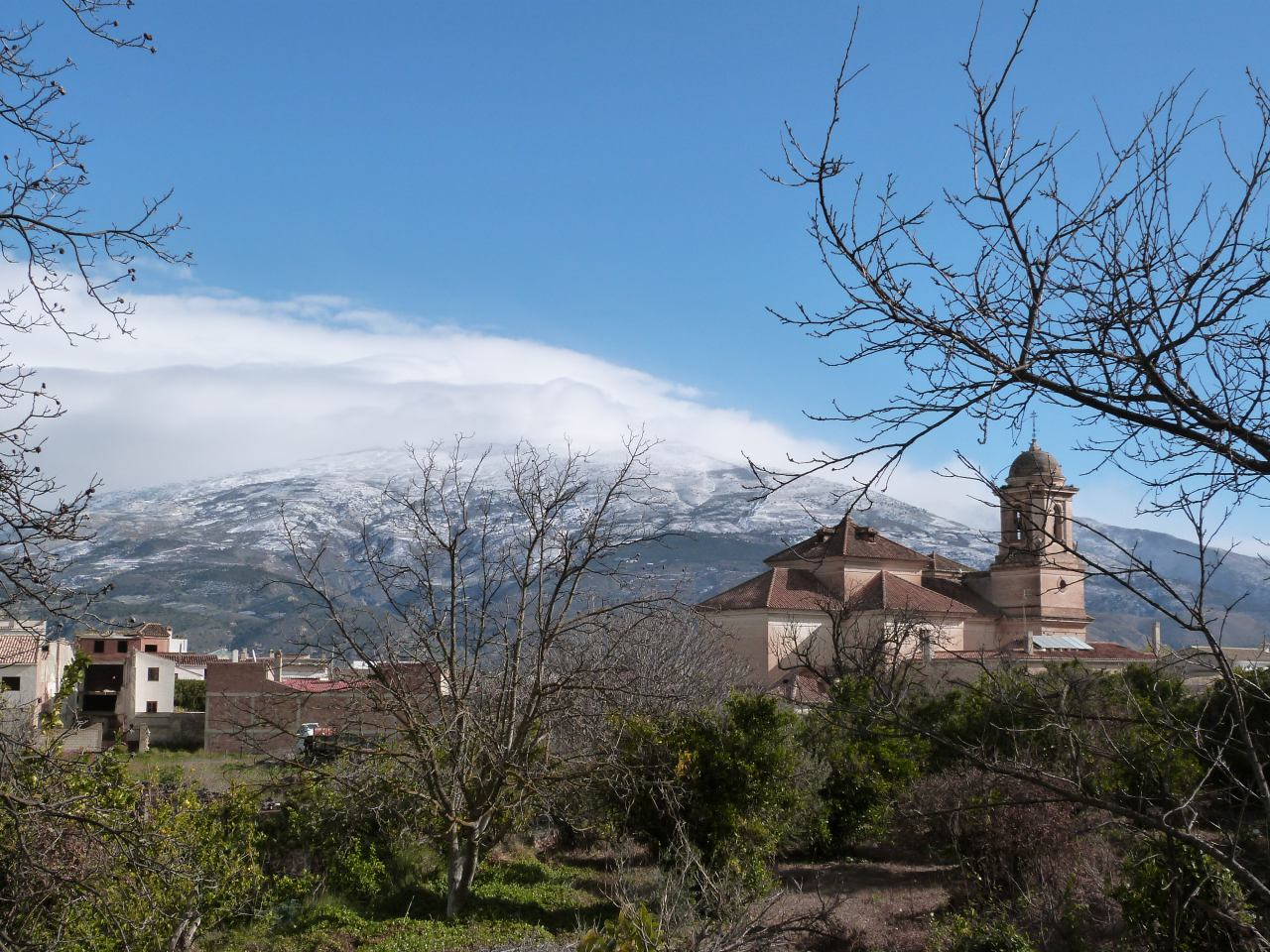
Iglesia de San Sebastián de Pinos del Valle

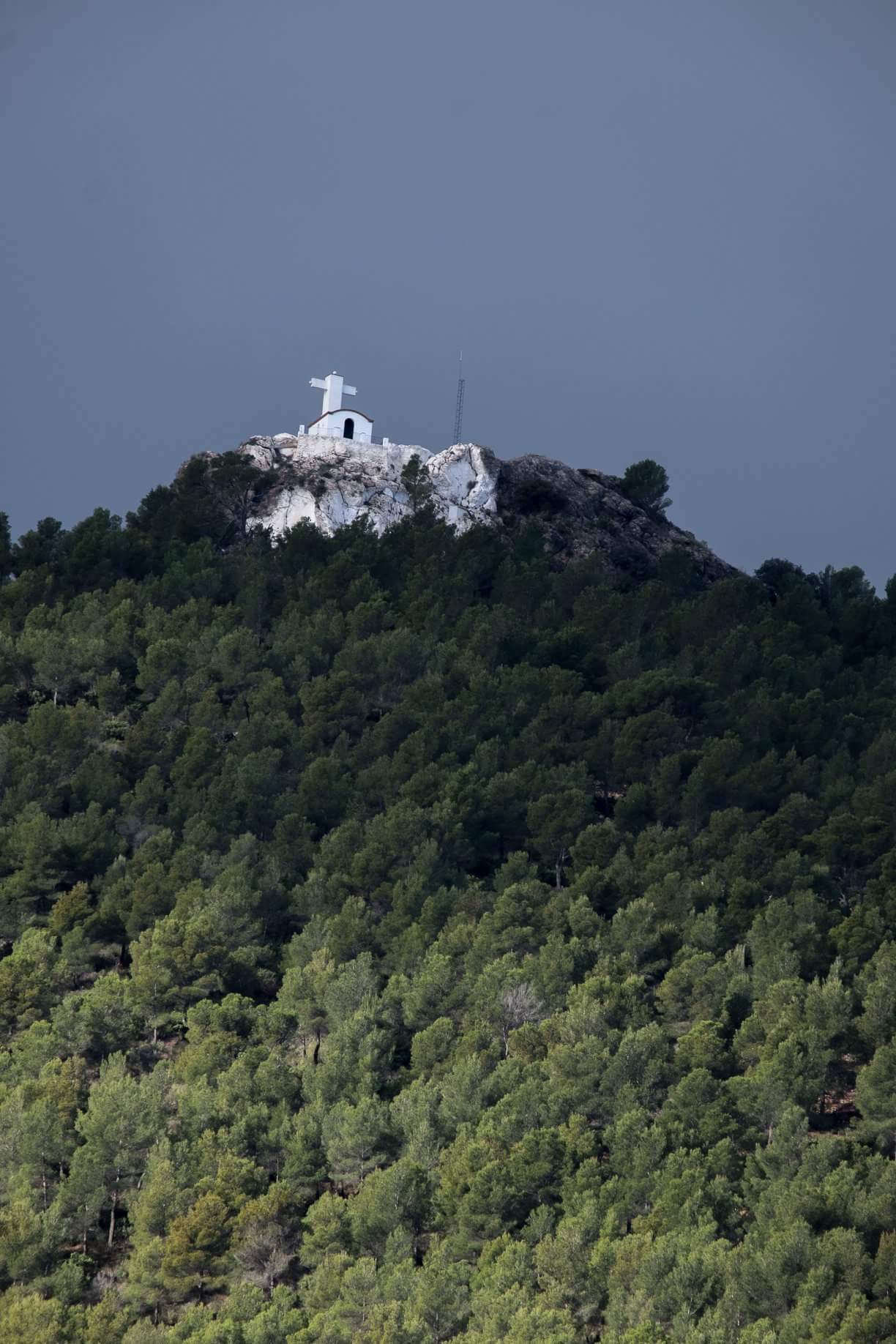
La ermita del Santo Cristo del Zapato sobre el cerro Chinchirina

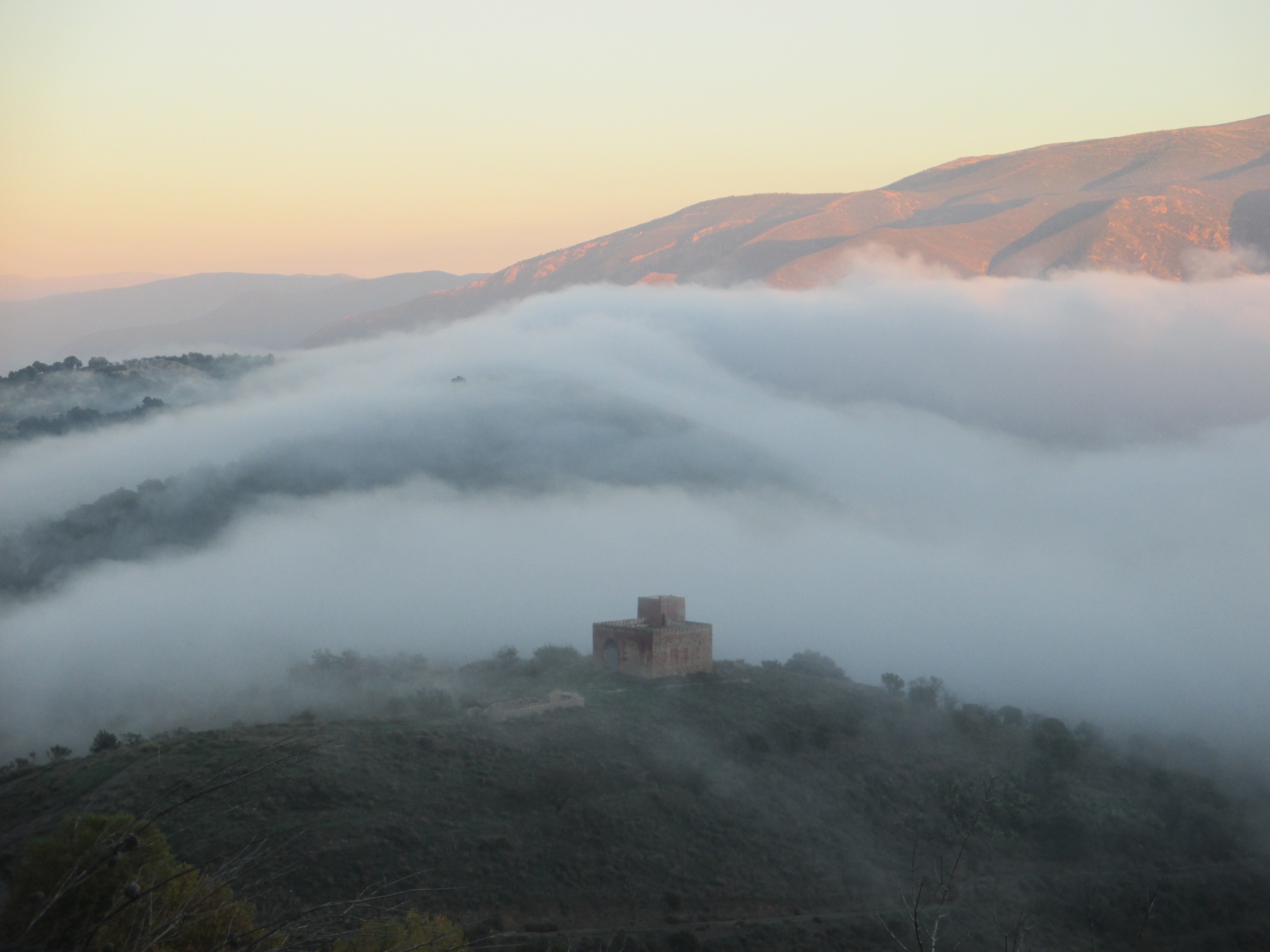
Torre de la Cebada entre brumas, situado en el p.k. 17 de la carretera GR-3204

Entre sus monumentos destaca la Iglesia parroquial de la Inmaculada Concepción, construida entre 1561 y 1566. Se encuentra ubicada en el barrio Bajo de Pinos del Valle. Se trata de un templo de una sola nave cubierta con armadura en la que en el siglo XVIII se le añadió el crucero y la capilla mayor, ampliándose considerablemente la planta, que quedó configurada en forma de cruz latina. La armadura mudéjar fue sustituida por una bóveda de cañón con lunetos. El exterior de la iglesia conserva la sobriedad del primitivo templo mudéjar.
La iglesia de San Sebastián fue edificada en el barrio Alto de Pinos del Valle con el patronazgo de Juan José Bonel y Orbe a principios del siglo XIX, sobre una antigua ermita construida en el siglo XVII. Contiene una obra en madera policromada representando al Cristo del Zapato, San Roque y San Sebastián, de muy hábil ejecución, realizada por el escultor granadino Domingo Sánchez Mesa.
La ermita del Santo Cristo del Zapato es un santuario de peregrinación construido en 1925 sobre la cima del cerro Chinchirina, a 1059 m de altitud. Fue completamente reconstruida tras el enérgico impacto de un rayo en febrero de 2009, que la dejó sepultada y reducida a escombros. Desde el 9 de octubre de 1791, la ermita contiene una imagen de Cristo, copia del Santo Cristo del Zapato situado en la Catedral de San Martín de Lucca, Italia. En el interior también se halla una imagen de San Roque, patrón de Pinos del Valle. El sendero de acceso a la ermita tiene unos 2 km de longitud y 300 m de desnivel, está señalizado y va serpenteando entre pinares y chaparrales. Desde la cima se contemplan unas amplias vistas de la comarca del Valle de Lecrín, las estribaciones occidentales de Sierra Nevada y la sierra de Lújar.
También destacan las casas señoriales de los siglos XVIII y XIX. En el barrio Alto se halla la conocida popularmente como Casa de las Palmeras, reformada recientemente, que se asemeja a las mansiones coloniales españolas erigidas en América. En el barrio Bajo se encuentra la Casa del Coronel, en cuyo jardín hay una enorme araucaria excelsa, que también fue dañada por el impacto de un rayo.
El mirador y sendero de Alauxa, ubicado a la entrada del pueblo, se trata de un camino empedrado que comienza en el barrio Bajo y transcurre rodeado de plantaciones de cítricos y olivos, albercas y cuevas. Existe un merendero al final del mismo, junto al embalse de Béznar.
El acueducto romano y molinos de Zazas y, por último, la Torre de la Cebada, que es una construcción bastante moderna, de principios del siglo XX, y aprovecha los restos de una torre de época musulmana. Está situada a más de 800 m s.n.m., en una zona estratégica entre Pinos del Valle y Los Guájares, desde donde se divisa perfectamente el mar Mediterráneo. Este enclave fue utilizado como punto de observación durante la época de dominio musulmán. El edificio presenta al exterior un color rojizo y se compone de dos cuerpos: una torre de 4,8 m de lado y 9,5 m de altura y una nave de 11 m de lado y 6,5 m de altura, dividida por un arco a nivel del suelo, y provista de una terraza con almenas.

### Fiestas
Pinos del Valle celebra sus fiestas patronales en honor a San Roque los días 15, 16 y 17 de agosto, que incluyen procesiones, verbenas, cucañas, fuegos artificiales y competiciones deportivas.
El Día de la Cruz, 3 de mayo, se celebran procesiones, cucañas, verbenas y fuegos artificiales. También se realiza una romería a la ermita hacia el mediodía en la que participa gran parte del pueblo y la comarca. Es tradición local almorzar entre los pinares, con la contemplación de las amplias vistas panorámicas de todo el Valle. Antiguamente eran habituales las promesas y que un gran número de pineros subieran descalzos.
La víspera y día de Todos los Santos, los días 31 de octubre y 1 de noviembre, en muchos pueblos del Valle de Lecrín se celebra la tradicional castañada, reconocida como fiesta popular española desde el año 1986. Se trata de una fiesta de origen celta en la que se despide al verano.

### Gastronomía
De la gastronomía de esta localidad cabe destacar preparaciones como el remojón de naranja, las habas con jamón, las papas a lo pobre, las migas de pan o sémola, el puchero de hinojos y la cazuela de papas, fideos o arroz. En cuanto los postres típicos, destacan los buñuelos, los roscos y los palillos.